# جغر
جغر یکی از روستاهای استان آذربایجان شرقی است که در دهستان اوجان شرقی بخش تیکمه‌داش شهرستان بستان‌آباد واقع شده‌است. 

## معنا
معنی جغر که به صورت جغیر هم نوشته می‌شود یعنی شاهراه به عبارت دیگر جایی که راه‌های دسترسی به جاها و مناطق دیگر منطقه از جمعه روستاها از آن مکان امکان‌پذیر باشد جغیر را می‌توان به باریکه ای از راه عبوری تعریف کرد که برای دسترسی به مکانها و مناطق دیگر بایستی از آنجا عبور کرد در جای به سنگلاخ هم معنی شده‌است.

## محصولات
آب روستای جغر از چشمه روستا و آب چاههای خانگی تأمین می‌شود فعالیت و شغل اهالی روستای جغر زراعت و گله داری است محصول آن‌ها غلات و حبوبات، لبنیات، علوفه به خصوص یونجه، سیفی جات، سیب زمینی و باغ داری که بیشتر درخت تبریزی یا به زبان محلی درخت کبیرتی یا قلمه آغاجی است و درخت بید یا سوید آغاجی.

## طایفه
اهالی روستای جغر به دو تیره یا گروه تقسیم می‌شوند که به کرتلار ساکنان اصلی جغر و تاتلارکه بعد ها به جغر کوچ کردند  معروف هستند از طایفه‌های معروف آنجا می‌توان به کرتلر، ملهلیلر که از تیره کرتلار اهالی اصلی و طایفه های مرداوغلیلار،قرچیلر، میرزااوغلیلار، امشلیلر و... که بعدها به جغر کوچ کردند به تاتلار معروف اند که بعد از بنا شدن سجل احوال و آمدن شناسنامه به ایران به فامیلیهایی چون شمع دینی و شیخ دینی ، صادقی، عباسی،حسین زاده، جعفری، مردی، ابراهیمی، اروجی، الهیاری، امینی، رستمی، قربانی، ضمیری و... تبدیل شدند که معروف ترین این خاندان ها شمع دینی و شیخ دینی از تیره کرتلار هستند که بنیان گذار جغر و سالیان سال خان و ارباب ، کدخدا و بزرگ روستا بوده اند قدمت روستای جغر طبق میراث باستانی روستا و نقل کتاب ها به سالیان دور باز می گردد.
از مشاهیر روستا در طی سالیان اخیر می توان به افراد زیر اشاره کرد که با تلاش مستمر توانسته اند افتخار افرینی کنند
- امیرحسین شیخ دینی (قهرمان دو دوره المپیاد ورزشی دانشجویان ایران همچنین حضور در انتخابی تیم ملی دانشجویان ایران و دعوت از کشور تایلند و ترکیه جهت مسابقه)

## کلقان و جغر
روستاهای کلقان و جغر معمولاً در کنار هم بیان می‌شود و اهالی منطقه این دو روستان را به نام کلقان- جغر می‌شناسند و حد و مرز آن‌ها رودخانه ای به نام کلقان چای است که از وسط دو روستا رد می‌شود قابل ذکر است که مدرسه ابتدایی این روستاها یکی است که در کنار رودخانه جای گرفته و تأثیری زیادی بر دوستی مردمان نسل جدید اهالی دو روستا دارد قابل توجه است که با اینکه این دو روستا در کنار هم هستند و بسیاری از مسائلشان را با هم انجام می‌دهند از مدرسه، برای دسترسی به این روستا کافی است بپرسید سد کلقان چای کجاست چون این سد دقیقاً در محدوده روستای جغر بنا شده‌است چرا اسم آن را کلقان چای گذاشتند فکر می‌کنم  به علت معروف بودن رود به کلقان چای بوده‌است یا مسئله دیگر که نمی دانم برای دسترسی از جاده‌های دیگر: اگر از جاده قدیم زنجان - تبریز عبور می‌کنید از اتمش التی وارد جاده فرعی به طرف قره بابا شوید به راه خود ادامه دهید مستقیم به روستای کلقان - جغر می‌رسید اگر از اتوبان زنجان - تبریز عبور می‌کنید نرسیده به عوارضی بستان آباد از بریدگی قره بابا وارد شوید به جاده مربوط به روستای کلقان - جغر دسترسی پیدا می‌کنید.